# بلبول أبيض الخدين
بلبول أبيض الخدين (الاسم العلمي: Anas bahamensis) هو نوع من فصيلة بطية.